# Église Saint-Jean-Baptiste du Moule
Pour les articles homonymes, voir Église Saint-Jean-Baptiste.
L'église Saint-Jean-Baptiste est une église catholique située rue Jeanne-d'Arc, sur la place centrale du Moule en Guadeloupe.

## Historique
L'église d'origine date du XVIIe siècle, lors de l'érection de la paroisse homonyme constituante du diocèse de la Guadeloupe. À l'exception de la façade qui est préservée, elle est reconstruite entre 1825 et 1850. Durant la période 1930-1931, l'architecte Ali Tur — particulièrement actif dans la reconstruction des bâtiments civils de l'île après le passage du dévastateur ouragan Okeechobee en 1928 — est mandaté, par adjudication de lots, pour construire le clocher de l'édifice, la sacristie, ainsi que le presbytère et son annexe à proximité pour une somme totale de 850 000 FRF (563 779,5 EUR2023). La chapelle Fatima, proche, lui est rattachée.
Plusieurs éléments distincts de l'église ont été classés séparément aux Monuments historiques en 1978 : la façade baroque, le corps de l'église, le clocher et le presbytère.

## Architecture et ornements
La façade de l'église de style néoclassique, en travertin avec quatre colonnes de style ionique, date du XVIIe siècle alors que le clocher en béton armé peint fut érigé en 1930.

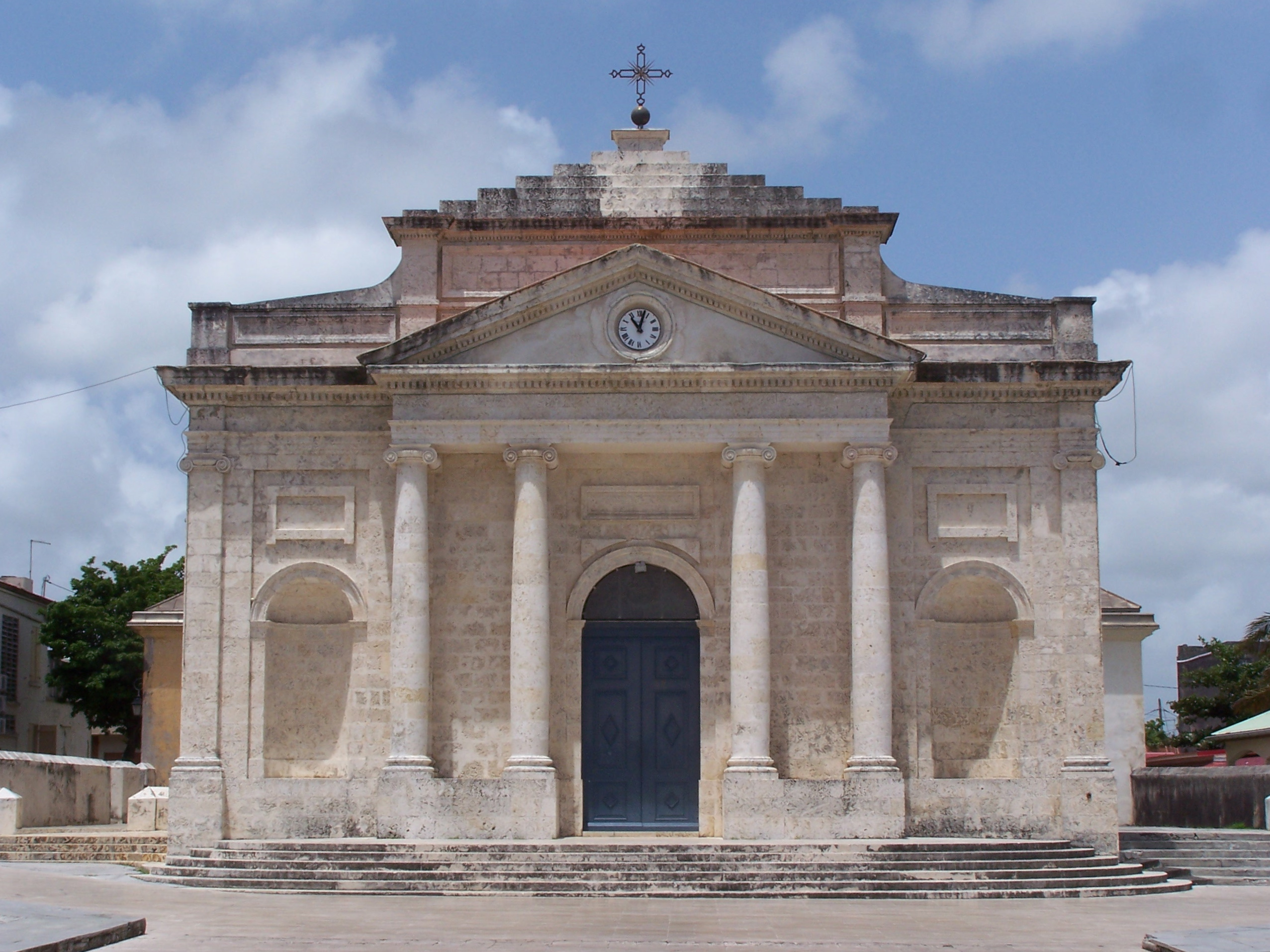
Façade du XVIIe siècle.
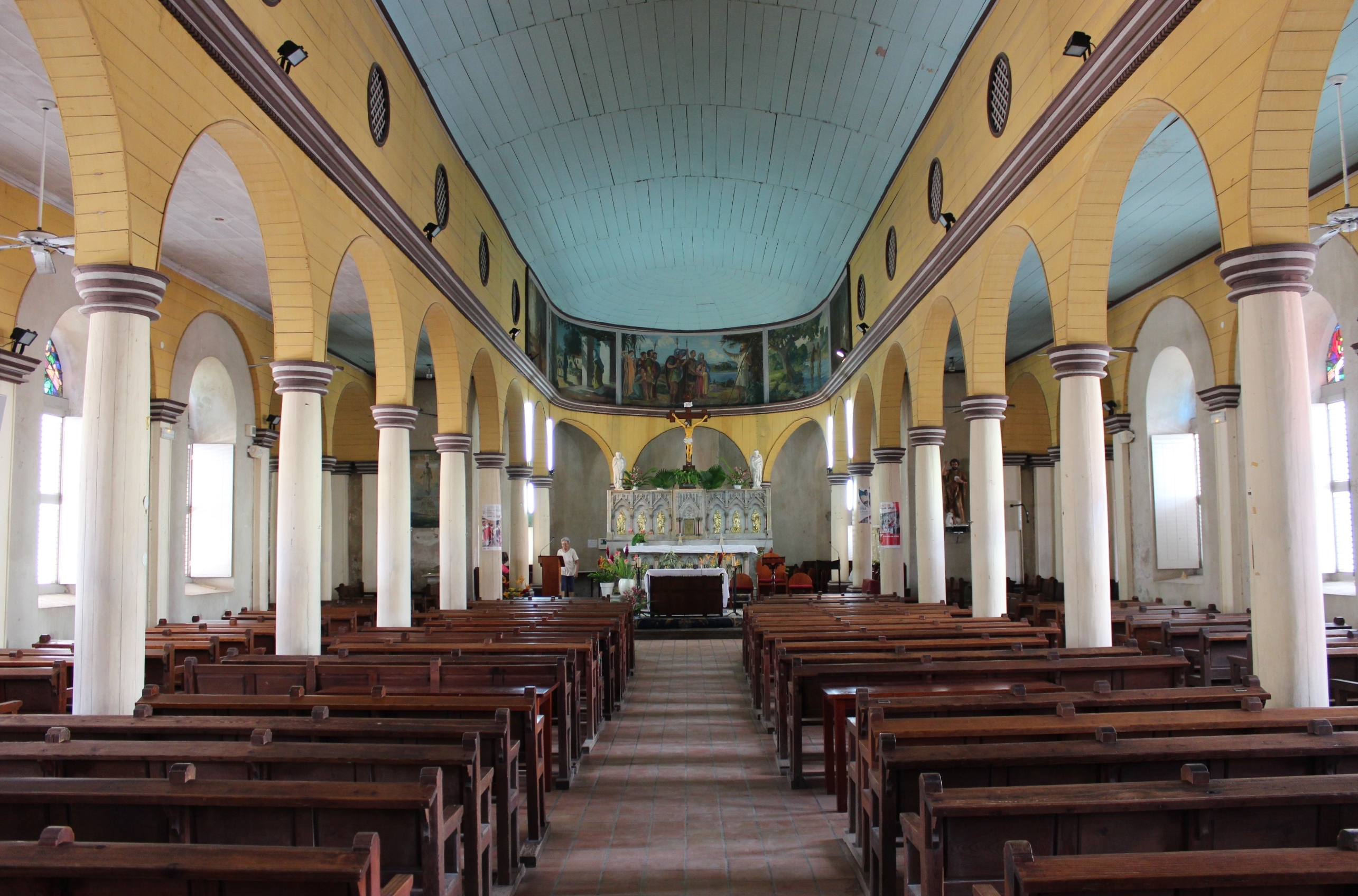
Travée centrale de l'église.